# Европейски калмар
Европейските калмари (Loligo vulgaris) са вид главоноги от семейство Loliginidae.
Те са недостатъчно проучен вид.
Таксонът е описан за пръв път от Жан-Батист Ламарк през 1798 година.